# Michelle Jenner
Michelle Jenner Husson (* 14. září 1986 Barcelona) je španělská filmová a televizní herečka. Známou se stala rolí Sáry Mirandové v seriálu Pacovo mužstvo. Na filmovém plátně ztvárnila hlavní postavu revolucionářky Sary v kriminálním thrilleru La sombra de la ley z Barcelony dvacátých let dvacátého století.

## Osobní život a kariéra
Michelle Jenner se narodila v Barceloně do rodiny španělského herce s anglickými kořeny Miguela Ángela Jennera (nar. 1952, Madrid) a francouzské herečky Martine Hussonové, která byla také kabaretní tanečnicí.
Již ve dvou letech začala s matkou navštěvovat castingy a veřejně vystupovat v reklamách a předvádět módu. Hereckou průpravu získala na barcelonské škole La Salle de Bonanova, kde navštěvovala hodiny tance, herectví a zpěvu. Dále pokračovala na soukromé vysoké škole herectví a tance Company & Company, kde po prvním roce přerušila bakalářský program herectví, když přijala nabídku role Sáry Mirandové v televizním seriálu Pacovo mužstvo a přestěhovala se z Barcelony do Madridu. Herectví studovala také na akademii Nancy Tuñon.
V šesti letech se poprvé objevila v dabingu. Do španělštiny namluvila například roli Hermiony v prvních čtyřech filmech Harryho Pottera nebo postavu lvice Kiary v animovaném filmu Lví král 2: Simbův příběh. Objevila se i ve videoklipech. V roce 2007 hrála ve dvou krátkometrážních filmech. První z nich s názvem Tight získal hlavní ocenění Brigadoon na festivalu v Sitges. Druhý Cinco contra uno obdržel Cenu pro mladé umělce na Festivalu humoru v Cortu. V roce 2008 spolupracovala s Pablem Riverem na filmu Extrańamente íntimos. Titulní postavu panovnice Isabely Kastilské ztvárnila ve španělském historickém seriálu Isabel.
V roce 2013 navázala partnerský vztah s cvičitelem psů Javierem Garcíou Gonzálezem, do něhož se v roce 2019 narodil syn Hugo García Jenner.

## Filmografie

### Televizní seriály

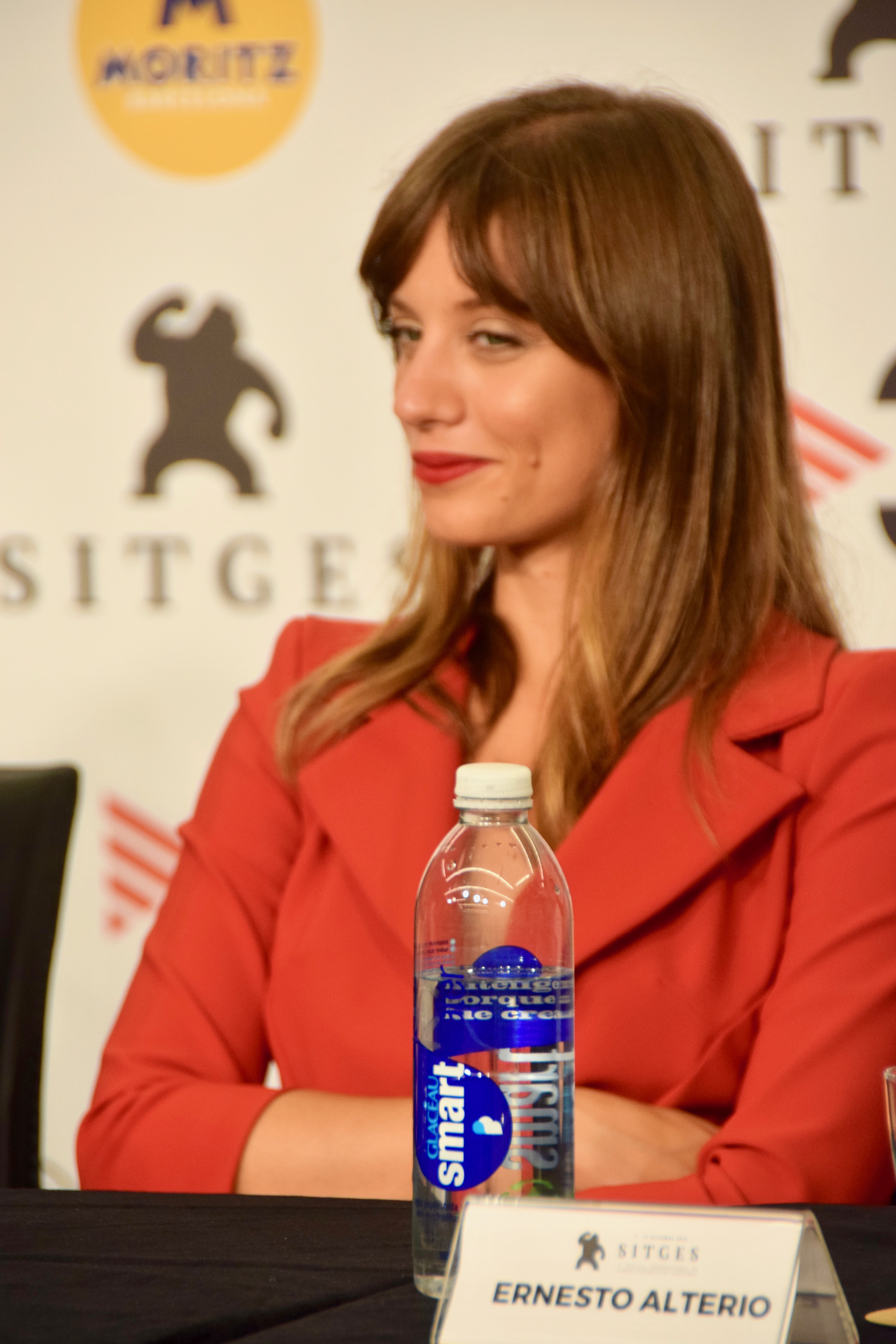
Michelle Jenner na Filmovém festivalu v Sitges, 2018

| Rok  | Seriál               | Role              | Stanice               |
| ---- | -------------------- | ----------------- | --------------------- |
| 2000 | El cor de la ciutat  | Alícia            | katalánská TV3        |
| 2001 | El cor de la ciutat  | Alícia            | katalánská TV3        |
| 2005 | Pacovo mužstvo       | Sara Miranda      | Antena 3              |
| 2010 | Pacovo mužstvo       | Sara Miranda      | Antena 3              |
| 2010 | Todas las mujeres    | Ona               | TNT                   |
| 2012 | Isabel               | Isabela Kastilská | Televisión Española   |
| 2014 | Cuéntame un cuento   | Miranda           | Antena 3              |
| 2015 | Ministerstvo času    | Isabela Kastilská | Televisión Española   |
| 2018 | Katedrála moře       | Mar Estanyol      | Antena 3              |
| 2018 | El Continental       | Andrea Abascal    | Televisión Española   |
| 2020 | Kroniky Idhunu       | Victoria          | hlasová role, Netflix |
| 2021 | Kroniky Idhunu       | Victoria          | hlasová role, Netflix |
| 2021 | Kuchařka z Castamaru | Clara Belmonteová | Atresplayer Premium   |
| 2022 | Dědicové země        | Mar Estanyol      | Netflix               |

### Televizní filmy
| Rok  | Seriál                     | Role           | Stanice        |
| ---- | -------------------------- | -------------- | -------------- |
| 2003 | Més enllá de les Estrelles | Carmeta        | katalánská TV3 |
| 2010 | Inocentes                  | Sonia          | Telecinco      |
| 2010 | La princesa de Éboli       | Ana de Austria | Antena 3       |

### Televizní pořady
| Rok  | Pořad                | Stanice |
| ---- | -------------------- | ------- |
| 2003 | El analista Catódico | LaSexta |
| 2006 | Bichos & cía         | LaSexta |
| 2007 | Bichos & cía         | LaSexta |

### Film
| Rok  | Film                    | Role              |
| ---- | ----------------------- | ----------------- |
| 2001 | Faust: Smlouva s ďáblem | Jade              |
| 2004 | Nubes de verano         | Natalia           |
| 2009 | Íntimos y extraños      | María             |
| 2009 | Spanish Movie           | Fairy             |
| 2010 | Kruh                    | Eva               |
| 2011 | Neměj strach            | Silvia            |
| 2011 | Extraterrestrial        | Julia             |
| 2013 | Todas las mujeres       | Ona               |
| 2016 | La corona partida       | Isabela Kastilská |
| 2016 | Tenemos que hablar      | Nuria             |
| 2016 | Julieta                 | Beatriz           |
| 2016 | Nuestros amantes        | Irene             |
| 2016 | En tu cabeza            | Andrea            |
| 2018 | Miamor Perdido          | Olivia            |
| 2018 | La sombra de la ley     | Sara              |
| 2022 | Tadeo Jones 3           |                   |

### Krátkometrážní filmy
| Rok  | Film             |
| ---- | ---------------- |
| 2007 | Tight            |
| 2007 | Cinco contra uno |
| 2009 | Mala conciencia  |
| 2014 | Biodiversidad    |

## Videoklipy
- In your mind – Anggun
- Veneno en la piel – Andrés Calamaro
- Incredible – Darius

## Videohry
| Rok  | Hra               | Role | Vydavatel                      |
| ---- | ----------------- | ---- | ------------------------------ |
| 2017 | Horizon Zero Dawn | Aloy | Sony Interactive Entertainment |